# Palacio Las Lilas
El Palacio Las Lilas es un edificio ubicado en el casco histórico del barrio de San José de Flores, en el pasaje La Porteña, Buenos Aires, Argentina. Su construcción es anterior al año 1885, en un predio originalmente delimitado por las actuales calles Condarco, Yerbal, Terrada y la avenida Rivadavia, que por ese entonces tenían los nombres Chacabuco, Buenos Aires, Alsina y Camino Real respectivamente.
El palacio, de estilo Tudor, fue mandado a construir por Mr. Robert Agar, un ciudadano escocés funcionario del ferrocarril, cuyo apellido está relacionado con la firma de maquinarias agrícolas y agroquímicos Agar Cross y Cia.
De la familia Agar se conocen pocos datos, pero es de destacar que una de sus descendientes, Eileen Agar, nacida en Buenos Aires en 1899, probablemente en la quinta Las Lilas, fue una destacada artista inglesa, perteneciente al movimiento surrealista.
Pese a lo suntuoso de la construcción, los Agar la habitaron poco tiempo, y luego, alrededor de 1910 vendieron la residencia al Dr. Gnecco, perteneciente a una antigua familia radicada en Flores. Luego de fallecer Gnecco, su viuda, la Sra. María Teresa Bermúdez de Gnecco arrenda la propiedad al Club de Flores, que instala su sede en el Palacio entre los años 1918 y 1923. La revista Caras y Caretas de marzo de 1919, deja testimonio de la actividad del club en su nueva sede: 

El Club ocupa un regio chalet, en la calle Rivadavia a dos cuadras de la plaza; posee un gimnasio y una amplia cancha de tenis para señoritas y para los hijos de los asociados. El confort más moderno impera en todos los salones y jardines. En ellos encuentran descanso y solaz las familias de los 700 asociados; las reuniones dominicales convierten el hermoso chalet del club en el sitio de reunión de la distinguida sociedad de Flores y el brillante resultado obtenido por la kermesse realizada en sus jardines confirmó la importancia y la popularidad del flamante club.

Para 1924 el Club de Flores ya había abandonado el palacio, y el predio fue loteado. El licenciado A. J. Cunietti Ferrando, en su libro San José de Flores, editado por el Honorable Concejo Deliberante de la Ciudad de Buenos Aires en 1977, escribió al respecto: 

Pero tal vez la subasta más importante de esos años por la ubicación céntrica de los terrenos, a una cuadra de la estación y dos de la plaza entre Rivadavia, Yerbal, Condarco y Terrada, fue la de la antigua sede del Club de Flores.

La quinta de Agar, de una manzana, se dividió en 29 lotes con un pasaje central que inicialmente se denominó intendente Noel, y más tarde La Porteña. Se subastaron el domingo 9 de noviembre de 1924, con un 20% al contado y el resto a uno, dos, tres y cuatro años de plazo”.
En el año 1926, el Ministerio de Justicia e Instrucción Pública firmó contrato de compra con la viuda de Gnecco, y desde entonces el edificio fue destinado a establecimiento educativo. Comenzó a funcionar el 1º de mayo del siguiente año la Escuela Profesional Nº5 de Artes Decorativas y Aplicadas Fernando Fader, predecesora de la actual.
Con el loteo y la apertura del pasaje, el Palacio Las Lilas perdió sus jardines y parte de su antiguo esplendor. La necesidad de delimitar el nuevo trazado hizo forzosa la construcción de un paredón, que aunque de baja altura, no deja ver desde la calle la entrada principal, rematada exquisitamente por un balcón semicubierto en la planta alta. El casco original, aunque desvirtuado por sucesivas intervenciones, hechas en función de adaptarlo a los diversos destinos a los que fue sometido, conserva aún un aire de distinción propio de la familia original, y se lo adivina comprimido dentro de sus límites actuales. De la vasta forestación que lo circundaba, quedan aún tres magnolias en lo que es actualmente el patio escolar.

## Arquitectura
Planta original del palacio: de los planos originales de la construcción es probable que ya no exista registro. No obstante, de los planos actuales, se deduce que la planta original debió ser muy similar a la reconstrucción planteada. En ella se ve un Palacio de grandes dimensiones, situado en medio de un lote que ocupaba una manzana y rodeado de jardines y arboleda, cuyo acceso principal daba sobre la avenida Rivadavia, por donde accedían primero carruajes y luego los primeros automóviles.
Al observar la planta con mayor detenimiento, se nota claramente la disposición de los espacios en función de la vida de los habitantes originales: una importante entrada, resuelta con un pórtico orientado hacia el Camino Real (actual Rivadavia), desemboca en un amplio hall de recepción que lleva hacia la izquierda a la Sala de recepción con amplios ventanales que daban a los jardines, y hacia la derecha a una habitación que suponemos pudo haber cumplido la función de sala de estar, desde la cual se podía acceder a los jardines que daban a la calle Chacabuco (hoy Condarco). Tanto la sala de recepción como la sala de estar tenían sendas salamandras, cuyos tirajes todavía se conservan y junto con los techos, entonces de pizarra francesa y rematados con crestería, le daban a la construcción un aspecto imponente. Una tercera chimenea idéntica a las anteriores se puede ver desde el interior, y es la que correspondía a la salamandra ubicada en el salón comedor.
Eran muy amplias las dimensiones de cada una de las salas de la zona social, que oscilaban entre los 80 y 90 m² cada uno.
Si seguimos adelante, nos encontramos con el hall central de la casa, a cuya izquierda se desarrolla una majestuosa escalera totalmente construida en madera. Debajo de ella, una puerta llevaba a los jardines que lindaban con Alsina (ahora Terrada). De este modo, los habitantes tenían cómodo acceso a todos los jardines que rodeaban la casa. Más adelante, una puerta daba acceso a la zona de servicios de la casa: cocina, despensa, depósitos, etc. Es de destacar la menor amplitud de pasillos y escaleras en esta zona con respecto a la zona “social”de la casa, y también desde allí se podía acceder a los jardines, al aljibe y a la caballeriza.
El área de servicio tenía una entrada diferenciada, y es esa puerta la que se utiliza actualmente como entrada principal a la escuela. La planta alta: estaba reservada a los dormitorios de la familia (sobre la zona social), y a los de servicio en el ala opuesta. La escalera principal desemboca casi de frente a una arcada que daba a una sala de estar magníficamente iluminada por dos amplias ventanas. Exactamente enfrente de dicha arcada y por sobre el desarrollo del segundo tramo de la escalera, un vitreaux de origen escocés cobra vida por la tarde, proyectando bellos colores sobre el hall, también iluminado por la luz proveniente de un balcón semicubierto situado sobre el pórtico principal.
Es notoria la intención del arquitecto de iluminar el hall con luz natural durante todo el día: dada la orientación del Palacio, la luz entra de mañana por las ventanas de la sala de estar y en menor medida por el balcón, y al atardecer es el vitreaux el encargado de iluminarlo. Por su parte, también los dormitorios recibían abundante luz, dado lo generoso de sus ventanales, y para su calefacción contaban con hogares (a leña), perfectamente encolumnados con los de la planta baja. La delimitación entre zona social y de servicio también es clara en la planta alta.
- Datos: Q15993484